# Championnat du Luxembourg de football 1936-1937
Navigation
Saison précédente Saison suivante
La saison 1936-1937 du Championnat du Luxembourg de football était la 27e édition du championnat de première division au Luxembourg. Dix clubs sont regroupés au sein d'une poule unique où ils se rencontrent deux fois, à domicile et à l'extérieur. En fin de saison, les 2 premiers de Promotion d'Honneur (la deuxième division luxembourgeoise) sont promus tandis que les 2 derniers du classement sont relégués.
À l'issue du championnat, trois clubs terminent à égalité en tête du classement : la Jeunesse d'Esch, le surprenant promu le Progrès Niedercorn et l'US Dudelange. Plutôt que d'utiliser le goal-average (ce qui aurait permis de donner le titre au Progrès Niedercorn), la fédération décide de faire jouer une poule où les trois formations se rencontrent une seule fois. À l'issue de cette poule, les trois équipes sont de nouveau à égalité, ayant chacune remporté un match. Une deuxième série de matchs est organisée; c'est cette fois la Jeunesse d'Esch qui en sort vainqueur et qui remporte là le 2e titre de champion du Luxembourg de son histoire après celui acquis en 1921. Le club réalise même le doublé en s'imposant face à l'Union Luxembourg en finale de la Coupe du Luxembourg.
Le triple tenant du titre, le CA Spora Luxembourg, ne termine qu'à la 6e place, à 6 points de la Jeunesse d'Esch.

## Les 10 clubs participants
| - CA Spora Luxembourg - Jeunesse d'Esch - Red Boys Differdange - Red Black Pfaffenthal - Progrès Niedercorn - Promu de Promotion d'Honneur | - Aris Bonnevoie - Stade Dudelange - Promu de Promotion d'Honneur - Union Luxembourg - US Dudelange - CS Fola Esch |

## Compétition

### Classement
Le barème utilisé pour établir le classement est le suivant :
- Victoire : 2 points
- Match nul : 1 point
- Défaite, forfait ou abandon : 0 point

| Rang | Équipe                  | Pts | J  | G  | N | P  | Bp | Bc  | Diff |  | Résultats (▼ dom., ► ext.) | Jeu | Nie | USD  | StD | RBD | Spo | Fol | Uni | Pfa | Ari  |
| ---- | ----------------------- | --- | -- | -- | - | -- | -- | --- | ---- |  | -------------------------- | --- | --- | ---- | --- | --- | --- | --- | --- | --- | ---- |
| 1    | Jeunesse d'Esch (C)     | 26  | 18 | 12 | 2 | 4  | 44 | 20  | +24  |  | Jeunesse d'Esch (C)        |     | 2-1 | 5-1  | 1-0 | 0-3 | 0-1 | 3-2 | 2-1 | 2-1 | 11-0 |
| 2    | Progrès Niedercorn (P)  | 26  | 18 | 12 | 2 | 4  | 57 | 19  | +38  |  | Progrès Niedercorn (P)     | 1-1 |     | 2-2  | 8-1 | 3-1 | 0-0 | 3-3 | 1-0 | 2-1 | 13-1 |
| 3    | US Dudelange            | 26  | 18 | 11 | 4 | 3  | 55 | 22  | +33  |  | US Dudelange               | 2-0 | 0-2 |      | 3-0 | 3-3 | 5-1 | 5-2 | 1-5 | 4-0 | 2-1  |
| 4    | Stade Dudelange (P)     | 24  | 18 | 11 | 2 | 5  | 57 | 33  | +24  |  | Stade Dudelange (P)        | 0-2 | 1-3 | 3-1  |     | 2-3 | 1-0 | 6-1 | 3-2 | 3-2 | 6-0  |
| 5    | Red Boys Differdange    | 21  | 18 | 10 | 1 | 7  | 50 | 47  | +3   |  | Red Boys Differdange       | 2-1 | 1-4 | 1-4  | 1-3 |     | 0-3 | 3-1 | 3-1 | 5-1 | 5-2  |
| 6    | CA Spora Luxembourg (T) | 20  | 18 | 9  | 2 | 7  | 47 | 29  | +18  |  | CA Spora Luxembourg (T)    | 0-2 | 1-2 | 4-2  | 3-1 | 4-1 |     | 9-0 | 2-2 | 6-0 | 11-0 |
| 7    | CS Fola Esch            | 17  | 18 | 8  | 1 | 9  | 37 | 37  | 0    |  | CS Fola Esch               | 3-3 | 3-1 | 3-7  | 4-1 | 2-3 | 0-2 |     | 1-3 | 2-1 | 2-1  |
| 8    | Union Luxembourg        | 14  | 18 | 5  | 4 | 9  | 37 | 56  | -19  |  | Union Luxembourg           | 1-3 | 3-0 | 0-1  | 2-0 | 6-4 | 0-2 | 2-2 |     | 2-0 | 5-0  |
| 9    | Red Black Pfaffenthal   | 4   | 18 | 1  | 2 | 15 | 22 | 61  | -39  |  | Red Black Pfaffenthal      | 0-3 | 0-6 | 1-2  | 1-1 | 3-6 | 1-4 | 2-2 | 3-5 |     | 4-2  |
| 10   | Aris Bonnevoie          | 2   | 18 | 1  | 0 | 17 | 21 | 103 | -82  |  | Aris Bonnevoie             | 1-3 | 1-3 | 0-12 | 0-5 | 4-5 | 2-4 | 1-4 | 1-7 | 4-1 |      |

### Poule pour le titre

#### Première série
| Équipe 1           | Résultat | Équipe 2           |
| ------------------ | -------- | ------------------ |
| Progrès Niedercorn | 0 - 1    | US Dudelange       |
| Jeunesse d'Esch    | 0 - 3    | Progrès Niedercorn |
| US Dudelange       | 0 - 4    | Jeunesse d'Esch    |

#### Deuxième série
| Équipe 1           | Résultat | Équipe 2           |
| ------------------ | -------- | ------------------ |
| Jeunesse d'Esch    | 4 - 2    | Progrès Niedercorn |
| US Dudelange       | 0 - 5    | Jeunesse d'Esch    |
| Progrès Niedercorn | 2 - 1    | US Dudelange       |

## Bilan de la saison
| Championnat du Luxembourg de football 1936-1937 |                            |
| Champion                                        | Jeunesse d'Esch (2e titre) |
| Coupes et trophées                              |                            |
| Vainqueur de la Coupe du Luxembourg 1936-1937   | Jeunesse d'Esch            |
| Promotions et relégations                       |                            |
| Promus en Division d'Honneur                    | The National Schifflange   |
| Promus en Division d'Honneur                    | AS Differdange             |
| Relégués en Promotion d'Honneur                 | Red Black Pfaffenthal      |
| Relégués en Promotion d'Honneur                 | Aris Bonnevoie             |